# 达尼埃尔·格拉斯尔
达尼埃尔·格拉斯尔（義大利語：Daniel Grassl，2002年4月4日—），意大利花样滑冰运动员，2019年世界青年锦标赛男子单人滑铜牌得主、2022年欧洲锦标赛男子单人滑银牌得主。